# Risiocnemis erythrura
Risiocnemis erythrura – gatunek ważki z rodziny pióronogowatych (Platycnemididae). Endemit Filipin; występuje we wschodniej części Mindanao, stwierdzony także na Siargao.